# Ivan Cankar
Ivan Cankar (Oberlaibach, 1876. május 10. – Ljubljana, 1918. december 11.) szlovén író, költő, drámaíró, a szlovén irodalom világirodalmi jelentőségű nagysága.

## Életpályája

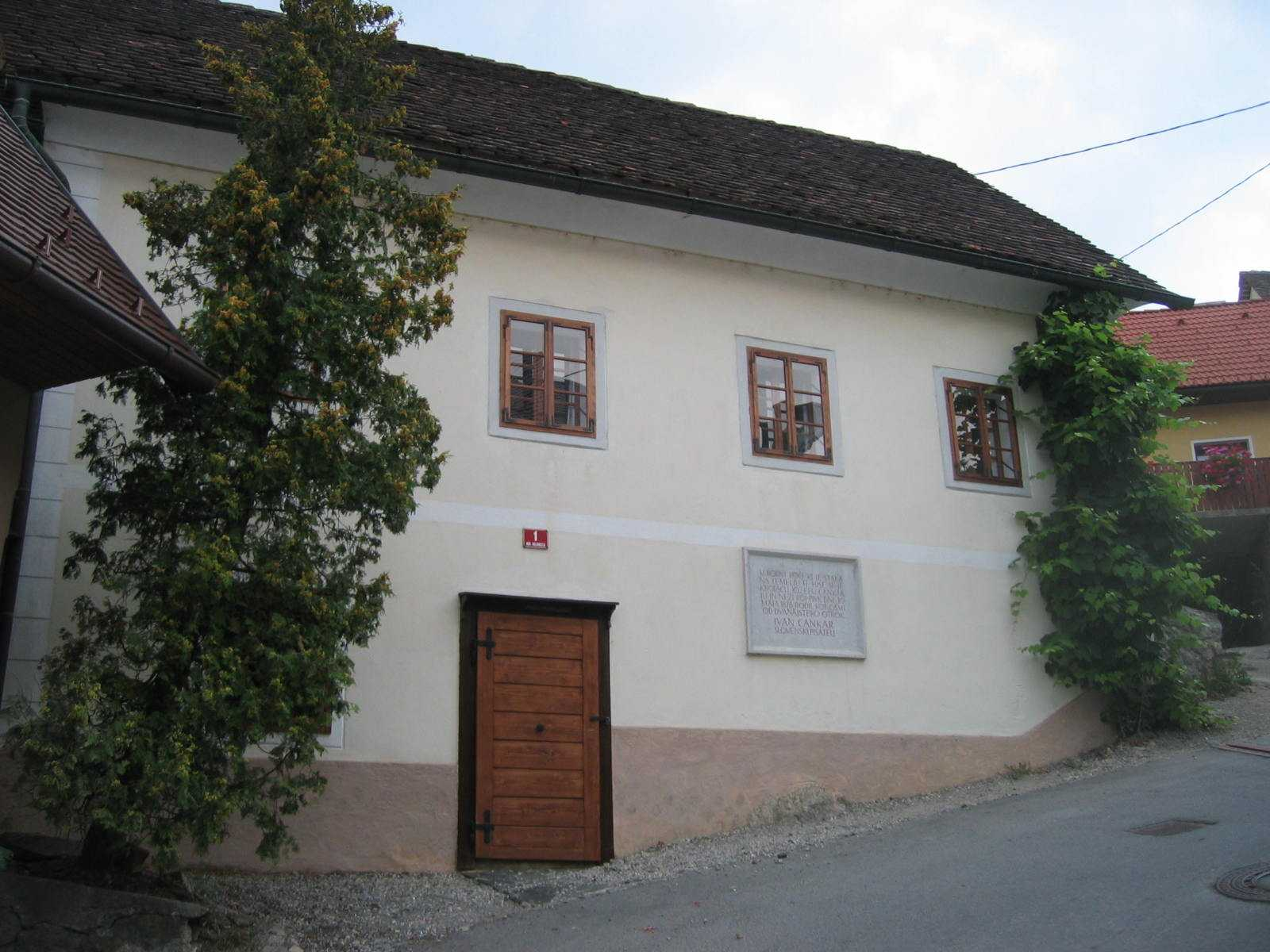
Emlékmúzeuma Vrhnikában, szülőháza helyén

Ivan Cankar a szlovén prózai és drámai nyelv radikális megújítója. A szubjektivizmust helyezte művei középpontjába. Sok műfajban alkotott, gazdag életművet hagyott hátra, de főképp rövid prózai műfajokat kedvelte. 1893-ban adta közre első verses, valamint prózai munkáját.
Első alkotói korszakában leginkább verseket írt melynek termése például az Erotika (1899) című kötet. Mindinkább a próza fele fordult átadván a líra terepét kortársainak (Dragotin Kette, Oton Župančič). Míg kezdetben lírájában a romantikus hagyományokból merített, prózájában a realista és naturalistából. Ezektől elfordulva a Vinjete (1899) kötete már új irányt mutat.
Második korszakában (bécsi évek, 1900–1909) gyakran személyes ihletésű műveket ír, a társadalmi egyenlőtlenség bemutatását tartja szem előtt: Szegénysoron (Na klancu, 1902), Mária szeretetháza (Hiša Marije pomočnice, 1904). A népi tematika (Mihaszna Marko és Mátyás király, Potepuh Marko in kralj Matjaž, 1905), az értelmiségi népboldogító idealizmus (Egy idealista élete, Martin Kačur, 1906) és az igazságkeresés (Jernej szolgalegény igazsága, Hlapec Jernej in njegova pravica, 1907) foglalkoztatja. Korszakát lezáró, modern mesének felfogható műve a Kurent (1909).
Harmadik korszakában (1909–1918) ismét visszatér a karcolatokhoz. A befelé fordulás, az impresszionizmus és szimbolizmus jellemzik: Életem (Moje življenje, 1914), Álomképek (Podobe iz sanj, 1917).
Műveit magyarra Pável Ágoston fordította.

## Magyarul megjelent művei
- Jernej szolgalegény és az ő igazsága / Mihaszna Marko és Mátyás király; ford. Pável Ágoston; Nyugat, Bp., 1937
- A szegénysoron; ford. Ivan Cancar, Pável Ágoston; Egyetemi Ny., Bp., 1941 (Délszláv írók)
- Hét krajcár; Móricz Zsigmond elbeszéléséből átdolg. Asztalos István / Jernej, a szolga; Ivan Cankar regényéből átdolg. F. Delak, ford. Rubin Péter; Józsa, Kolozsvár, 1947 (Műkedvelők színpada)
- Valentin Katajevː Hajrá! / Iván Cankárː Jernej szolgalegény; Bratsztvo-Jedinsztvo, Noviszád, 1949 (Színpadunk)
- Szolgák. Dráma; ford. B. Szabó György; Híd–Bratsztvo-Jedinsztvo, Noviszád, 1949 (Színpadunk)
- Elbeszélések; ford. Hornyik János; Testvériség-Egység, Noviszád, 1950
- Jernej szolgalegény igazsága / A szegénysoron. Két regény; ford. Pável Ágoston, bev. Csuka Zoltán; Új Magyar Kiadó, Bp., 1955 (A világirodalom klasszikusai)
- Jernej szolgalegény és az ő igazsága. Regény; Bratstvo-Jedinstvo, Noviszád, 1958
- Egy csésze fekete. Válogatott elbeszélések, novellák és karcolatok; ford. Cvetko Elvira; Pomurska založba, Murska Sobota, 1963
- Sötétben; összeáll. Ciril Zlobec, ford. horvátból Bodrits István; Fórum, Novi Sad, 1964
- Jernej szolgalegény igazsága / Hlapec Jernej in njegova pravica; ford. Avgust Pavel; Európa–Pomurska Zalozhba, Bp.–Murska Sobota, 1976
- Mária szeretetháza; ford. Csuka Zoltán, Tóth Ferenc; Pomurska založba, Murska Sobota, 1979 (Sozvočje)
- Egy idealista élete. Válogatott elbeszélések; ford. Gállos Orsolya, Gyetvai Mária, Tóth Ferenc; Pomurska založba, Murska Sobota, 1980 (Sozvočje)
- Mihaszna Marko és Mátyás király / Potepuh Marko in kralj Matjaž; ford. Pável Ágoston, bev. Jozhe Filo; Európa–Pomurska Zalozhba, Bp.–Murska Sobota, 1987
- Zuhatag. Négy szlovén költő. Dragotin Kette, Ivan Cankar, Josip Murn, Oton Župančič; vál. Jozhe Hradil, Kajetan Kovič, összeáll., utószó Kajetan Kovič, ford. Weöres Sándor; Európa–Drzhavna zalozhba Slovenije, Bp.–Ljubljana, 1981

## Lásd még
- France Prešeren